# Académie des inscriptions et belles-lettres
L'Académie des inscriptions et belles-lettres fu fondata da Jean-Baptiste Colbert nel 1663.
Si è chiamata Petite Académie, Académie royale des inscriptions et médailles e Académie royale des inscriptions et belles-lettres prima di trovare il 21 marzo 1816 il nome definitivo di Académie des inscriptions et belles-lettres.

## Storia
Il compito dell'Académie des inscriptions et belles-lettres fu inizialmente quello di stabilire le iscrizioni e gli emblemi da porre nei monumenti e nelle medaglie in onore del re Luigi XIV. L'accademia doveva inoltre studiare le medaglie e altre rarità, antiche e moderne, del gabinetto del re oltre che gli antichi monumenti francesi.
Molto presto, l'Académie si occupò di storia e archeologia in senso più largo. Con l'ordinanza del 16 luglio 1701, sotto l'impulso di Jérôme Phélypeaux, segretario di Stato, fu trasformata in una vera istituzione statale. Il suo statuto fu confermato dalle lettere patenti del febbraio 1713 firmate da Luigi XIV nel castello di Marly. Nel 1711 Charles César Baudelot de Dairval divenne membro dell'Académie.
Dal 1717 al 1793 pubblicò 317 opere storiche, la maggior parte dedicata alla Gallia e al Medioevo: studi di geografia antica, di letteratura e di scienze ausiliarie della storia (epigrafia, numismatica, sfragistica, ecc.), di storia delle istituzioni, degli usi e dei costumi.
I lavori dell'Accademia si basavano su documenti archeologici e su fonti storiografiche, acquisendo così una reputazione di qualità e serietà. Diversi accademici sono considerati tra i fondatori della storiografia francese: per esempio l'abate Jean Lebeuf, Jean-Baptiste de Lacurne de Sainte-Palaye, Louis-Georges de Bréquigny, Alexis-François Artaud de Montor, il conte di Caylus o Nicolas Fréret.
Il regolamento del 22 dicembre 1796 rese la ricerca storica lo scopo principale dell'istituzione. Membri illustri dell'Académie attivi nel campo della filologia furono ad esempio i grecisti Henri Weil, Charles-Benoit Hase e Joseph-Daniel Guigniaut.
Nel corso della Rivoluzione francese, il decreto del 27 novembre 1792 vietò agli accademici di provvedere alla sostituzione degli accademici deceduti, poi il decreto dell'8 agosto 1793 ordinò la soppressione di tutte le accademie.
L'Académie des inscriptions et belles-lettres divenne così la 3ª classe (in un primo tempo come «Letteratura e Arti», poi «Storia e Letterature antiche») dell'Istituto di Francia, istituito dalla Costituzione dell'anno III (1795).
Un'ordinanza del 21 marzo 1816 ripristinò il nome originale.
Dal 1867 al 1962 l'Académie des inscriptions et belles-lettres ha curato la pubblicazione del Corpus Inscriptionum Semiticarum (CIS), una collezione di antiche iscrizioni in caratteri semitici prodotte dalla fine del II millennio a.C. al periodo precedente l'Egira (622 d.C.).
Ai nostri giorni, la missione dell'Accademia si è ampliata con una predilezione per la storia della Francia e della Gallia, la linguistica, l'archeologia e gli studi orientalistici.

## Organizzazione
Dai pochi membri dell'epoca di Colbert, l'istituzione si è ingrandita in fretta. Il regolamento del 1701, a lungo in vigore, fissava a 40 il numero dei membri: 10 onorari, 10 pensionari, 10 associati e 10 allievi. A essi, nel 1975, si aggiunsero sei membri stranieri.
Attualmente ne fanno parte 55 componenti di nazionalità francese e 40 stranieri. Tra quelli francesi si ricordano
Marc Philonenko, Daniel Gimaret, Francis Rapp e Laurent Pernot.
Le sessioni si tenevano inizialmente al Louvre, in una sala al pianterreno al di là del Pavillon de l'Horloge. Nel 1805 la sede dell'Accademia si trasferì al Palais de l'Institut, insieme alle altre accademie.